# Sébastien Houbani
Sébastien Houbani, né Sebastien Houbani le 4 novembre 1982 à Montmorency (Val-d'Oise), est un acteur français.

## Biographie
Sébastien Houbani est le fils d'un père juif-tunisien d'origine et d'une mère française, tous les deux commerçants. Il grandit en banlieue parisienne. Après des études en hôtellerie, il travaille comme cuisinier dans plusieurs restaurants étoilés de la capitale. En 2005, il joue par hasard dans le court-métrage d'un ami, ce qui lui donne le goût du jeu et l'envie de s'inscrire à des cours de théâtre. Il se forme au cours Viriot et au laboratoire de l'acteur.
Lors d'une audition de fin d'année, il est repéré par un agent artistique et passe ses premiers castings. Il débute au théâtre en 2007 en intégrant la troupe de la pièce Des Pavés sur scène. Entre 2009 et 2011, il joue des petits rôles dans divers films pour le cinéma et la télévision. En 2012, il tient le rôle principal du court-métrage La Tête froide de Nicolas Mesdom, interprétation qui lui vaut un prix au Festival international du court métrage de Clermont-Ferrand et celui du meilleur acteur dans un court métrage au Festival de Cabourg. Cette rencontre avec le réalisateur Nicolas Mesdom est un événement marquant pour le jeune acteur qui comprend alors qu'il veut faire du cinéma son métier.
L'année suivante, il interprète Salim, rôle principal du court-métrage Finistère de Théo Jourdain, pour lequel il reçoit le prix du meilleur acteur au festival Paul Simon. Pour Pierre Godeau qui réalise Juliette, il incarne Gaétan, un rôle majeur  aux côtés d'Astrid Berges-Frisbey et Élodie Bouchez. En 2014, Tony Gatlif lui offre le rôle d'Hassan dans Geronimo, film présenté hors-compétition au Festival de Cannes.
En 2015, il est a l'affiche du premier long métrage de Kheiron, Nous trois ou rien, dans lequel il joue Nasser, un opposant au régime du chah d'Iran. Puis Stephan Streker lui confie le premier rôle masculin dans Noces, aux côtés de Lina El Arabi, Olivier Gourmet, et Zacharie Chasseriaud. Pour ce film où il interprète un jeune Pakistanais, il apprend l'ourdou. Le film sélectionné en compétition au 9e Festival du film francophone d'Angoulême, lui vaut le Valois du meilleur acteur.
En 2016, il tourne dans Paris la Blanche de Lidia Terki avec Tassadit Mandy et Karole Rocher, et dans Tout nous sépare de Thierry Klifa, avec Catherine Deneuve, Diane Kruger, Nicolas Duvauchelle et le rappeur Nekfeu. Après cette collaboration, Thierry Klifa, qui met en scène la pièce Croque-monsieur au Théâtre de la Michodière, l'emploie dans le rôle de Jean, auprès de Fanny Ardant.
Il collabore ensuite avec des réalisateurs comme Marion Vernoux, Nathan Ambrosioni, ou Peter Dourountzis pour le film Vaurien sélectionné en compétition officielle du Festival de Cannes 2020 initialement prévu du 12 au 23 mai 2020, le festival est annulé en raison de la pandémie de Covid-19,. 
En 2020, il tient le rôle principal de la série Caïd d'Ange Basterga et Nicolas Lopez, diffusée sur Netflix à partir de mars 2021. Dans cette série au format très immersif, il incarne un réalisateur mandaté par un label de musique pour tourner un clip de rap à Marseille. Mais il se retrouve à son insu dans une guerre des gangs. La série est diffusée dans 190 pays et traduit en 8 langues.

## Filmographie

### Cinéma

#### Longs métrages
- 2008 : Nos 18 ans de Frédéric Berthe : Michael Jackson
- 2008 : Le Cast de Rabah Brahimi : Rachid
- 2011 : Switch de Frédéric Schoendoerffer : le zonard
- 2013 : Juliette de Pierre Godeau : Gaëtan
- 2014 : Geronimo de Tony Gatlif : Hassan
- 2015 : Nous trois ou rien de Kheiron : Nasser
- 2016 : Tout, tout de suite de Richard Berry : Gaby
- 2016 : Noces de Stephan Streker : Amir
- 2016 : Paris la blanche de Lidia Terki : un réfugié
- 2016 : Tout nous sépare de Thierry Klifa : Karim
- 2017 : La Part sauvage de Guerin van de Vorst : Anouart
- 2018 : Les Drapeaux de papier de Nathan Ambrosioni : Pierre
- 2018 : Bonhomme de Marion Vernoux : Kévin
- 2020 : Vaurien de Peter Dourountzis : Akram
- 2022 : Je verrai toujours vos visages  de Jeanne Herry : Mehdi
- 2023 : Les Rois de la piste de Thierry Klifa : Boyer
- 2024 : Rapaces  de Peter Dourountzis

#### Courts métrages
- 2010 : Blue Line d'Alain Sauma : Ari
- 2011 : La Tête froide de Nicolas Mesdom : Yoann
- 2012 : Finistère de Théo Jourdain : Salim
- 2012 : Errance de Peter Dourountzis : le physio
- 2014 : Poin du jour de Nicolas Mesdom : Chokri
- 2015 : Soltar de Jenna Hasse : Bruno
- 2016 : Pièce rapportée de Hakim Zouhani et Carine May : Jessim
- 2017 : Hedi & Sarah de Yohan Manca : Julien
- 2018 : Yasmina de Claire Cahen et Ali Esmili : Vincent
- 2018 : L'Heure d'hiver de Yasmine Benkiran : Abel
- 2018 : Libre de Stéphanie Doncker : Ali
- 2019 : Nouvelle saveur de Merryl Roche : Thomas
- 2019 : La Couleur des rois de Simon Dara et Julien Dara : Adel
- 2020 : La Verrue de Sarah Lasry : Gabriel
- 2021 : Donovan s’évade de Lucie Plumet : Elios
- 2021 : Le Cube de Marc Allal
- 2022 : Uberlinks de Robert Hospyan : Claude
- 2022 : Chargée de clientèle de Malec Demiaro
- 2024 : Hôtel Acropole de Sarah Lasry

### Télévision

#### Téléfilm
- 2024 : Des blessures invisibles de Sarah Marx

#### Séries télévisées
- 2007 : Plus belle la vie : Stéphane Le Carbier
- 2012 : Profilage : Manurin
- 2012 : Boulevard du Palais  : Maurin
- 2014 : Fais pas ci, fais pas ça : un jeune de cité
- 2021 : Caïd : Franck

### Réalisation clip
- 2022 : Entre nous de Toma (avec Louane)

## Théâtre
- 2007-2009 : Des Pavés sur la scène, de Charlotte Bartocci et Sophie Martin, mis en scène par les auteurs, Théâtre Le Méry, Théâtre le Capitole d'Avignon, en tournée
- 2016 : Croque monsieur de Marcel Mithois, mise en scène Thierry Klifa, Théâtre de la Michodière

## Distinctions
- 2012 Festival international du court métrage de Clermont-Ferrand : Prix Adami du meilleur acteur pour La Tête froide de Nicolas Mesdom
- 2012 Festival du film de Cabourg : Prix du meilleur acteur dans un court-métrage pour La Tête froide de Nicolas Mesdom
- 2014 Festival international du film court Paul Simon de Saint-Quay-Portrieux : Prix du meilleur acteur pour Finistère de Théo Jourdain
- 2016 Festival du film francophone d'Angoulême : Valois du meilleur acteur pour Noces de Stephan Streker
- 2018 : présélection « Révélation » pour le César du meilleur espoir masculin pour Noces de Stephan Streker
- 2022 : 24fps international short film festival d’Abilene, Texas, Prix du meilleur acteur pour La couleur des rois